# Broknapparnas naturreservat

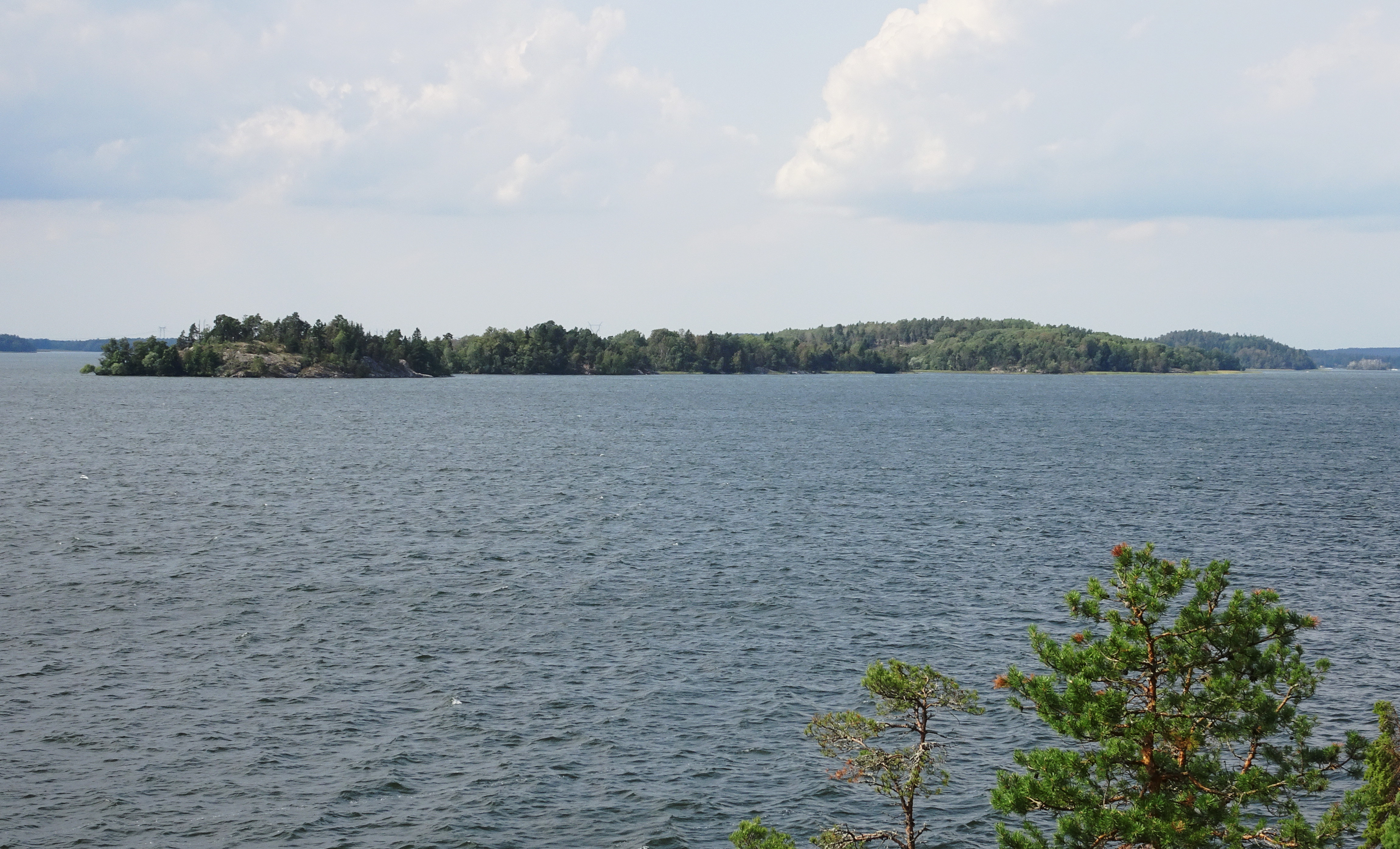
Broknapparna (t.v.) och Lindholmen.

Broknapparnas naturreservat omfattar en ögrupp i Brofjärden (Östra Mälaren) i Upplands-Bro kommun, Stockholms län. Naturreservatet bildades 1969 och omfattar en area om 75 hektar därav land cirka 10 hektar. Markägare är kommunen som även sköter området. I direkt anslutning mot nordost ligger Frölunda naturreservat.

## Beskrivning
Broknapparnas naturreservat ligger som ett långsmalt vattenområde utanför sydvästra Lennartsnäshalvön med fyra öar: Lindholmen i norr, Rönnskär i söder och däremellan de två Broknapparna. Dessa öar är den sydligaste delen av en lång kedja av öar i Brofjärden. Öarna i reservatet är mellan 10 och 15 meter höga. I Stockholms läns naturvårdsprogram har öarna givits klass II, vilket innebär "mycket högt naturvärde". Reservatet ingår i EU-nätverket Natura 2000.
Reservatet bildades för att bevara öarnas speciella naturvärden som består av kala bergspartier med karga tallbestånd och ädellövskog med rik lundflora. Rönnskärs kala klippor är en viktig häckningsplats för sjöfågel under våren. Här förekommer ofta Mälarens större fisktärnekolonier som anses särskilt skyddsvärda enligt EU:s fågeldirektiv. På Broknapparna häckar regelbundet fiskgjuse. För att främja det rörliga friluftslivet är det tillåtet för allmänheten att beträda öarna.